# Marcos Camarda
Marcos Patricio Camarda Télis (Montevideo, Uruguay, 22 de noviembre de 2000) es un futbolista uruguayo. Juega de Delantero en San Marcos de Arica de la Primera B de Chile.

## Trayectoria
Pasó por las divisiones inferiores de Progreso, Danubio, Boca Juniors y Peñarol, en 2020 fue adquirido por Sud América. Debutó profesionalmente el 12 de agosto de 2020, en un partido válido por la Segunda División uruguaya ante Rocha en un empate 1:1. Una semana después marcó su primer gol ante Juventud de Las Piedras, el 2:1 definitorio en los minutos finales de partido.
Cerró su primera temporada como profesional con 24 partidos y 8 goles, ayudando a su club a lograr el ascenso a la Primera División.
En enero de 2022, fue anunciada su cesión al Recreativo Granada hasta fin de la temporada 2021-22. En julio de 2022, es anunciado como nuevo jugador de Deportivo Maldonado de la Primera División uruguaya.
Tras rumorearse su traspaso al fútbol colombiano, en julio de 2023 es anunciado como nuevo jugador de San Marcos de Arica de la Primera B chilena.
En julio de 2024, es anunciada su cesión a River Plate de la Primera división Uruguay.

## Clubes
| Club                          | País    | Año       |
| ----------------------------- | ------- | --------- |
| Sud América                   | Uruguay | 2020-2022 |
| → Recreativo Granada (cedido) | España  | 2022      |
| Deportivo Maldonado           | Uruguay | 2022-2023 |
| San Marcos de Arica           | Chile   | 2023-Act. |
| → River Plate (cedido)        | Uruguay | 2024      |